# Садовий подрібнювач
Садо́вий подрі́бнювач — пристрій, призначений для утилізації рослинних відходів.
Садовий подрібнювач гілок допомагає швидко утилізувати рослинні матеріали (гілки, скалки, стовбури невеликих дерев, траву, листя тощо) шляхом їх подрібнення (перемелювання) для зменшення обсягу і зручності транспортування, а також для зручності подальшого використання як мульчі, покриття садових доріжок, приготування добрив та іншого.
Застосовуються в основному в паркових і садових господарствах. Також випускаються менш продуктивні садові подрібнювачі для використання на присадибних і дачних ділянках.

## Типи подрібнювачів

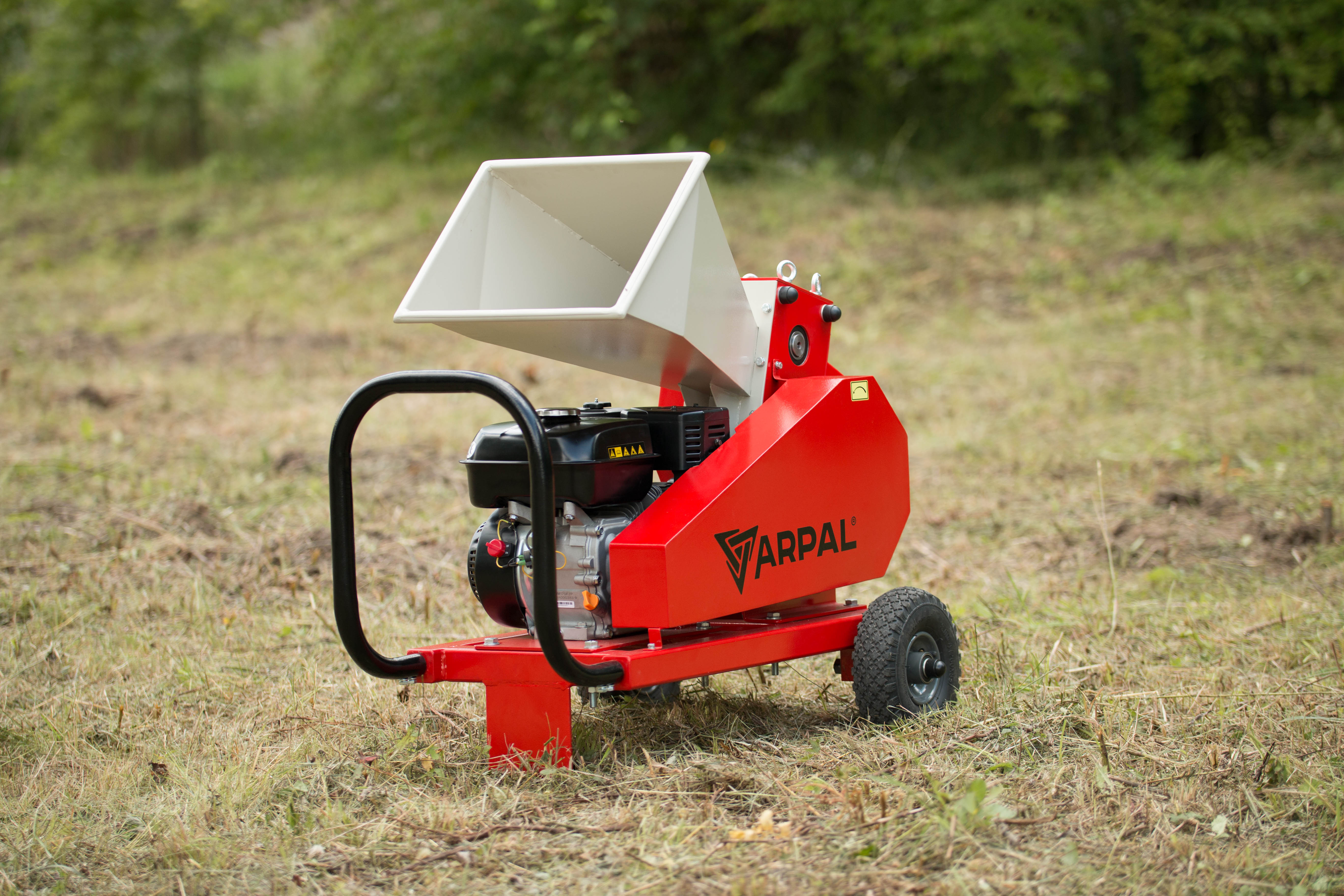
Садовий подрібнювач гілок ARPAL AM-60БД з безнзиновим двигуном.

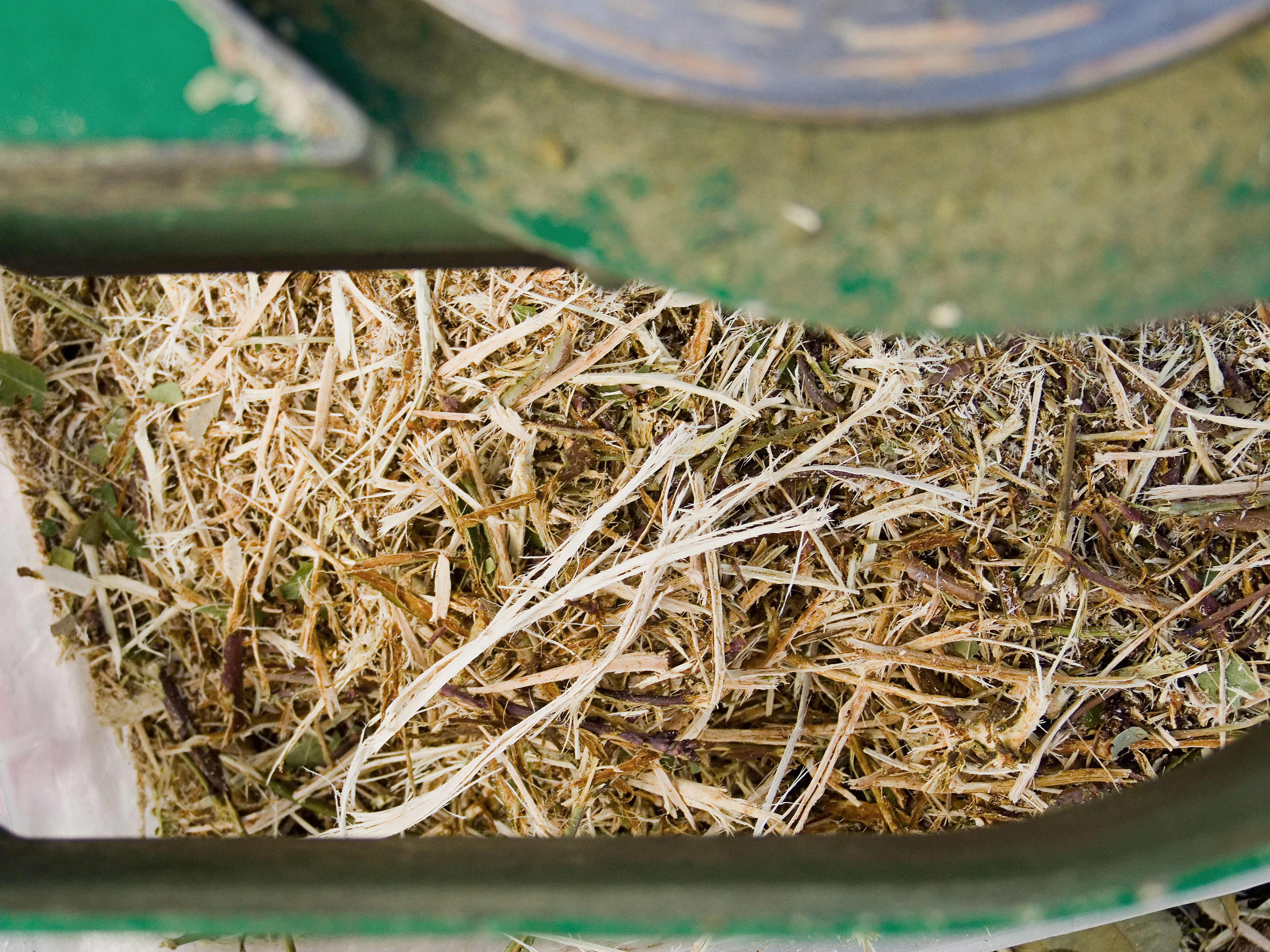
Подрібнені гілки.

Садові подрібнювачі класифікуються в залежності від матеріалу, який потрібно отримувати на виході: Щепоріз — подрібнювач гілок вихідним матеріалом якого є щіпа (стружка) діаметром від 5 до 50 мм. Щепу в подальшому, зазвичай використовують для мульчування та опалення в котлах.
Подрібнювач гілок — обладнання призначене для переробки деревних відходів, вихідним матеріалом якого є шматочки довжиною до 30 см та діаметром до 160 мм.
Також садові подрібнювачі класифікуються залежно від типу привода:
- привод від вала відбору потужності трактора (ВВП)
- привод від двигуна внутрішнього згорання (бензиновий або дизельний)
- привод від електричного двигуна

## Інтернет-ресурси
- brush chipper for biomass, Vermeer India
- Chipper/Shredder Safety, Kansas State University